# Aetheomorpha gressitti
Aetheomorpha gressitti es un insecto coleóptero de la familia Chrysomelidae.
Fue descrita científicamente por primera vez en 1998 por Medvedev & Regalin.